# Tregnago
Tregnago és un comune (municipi) de la província de Verona, a la regió italiana del Vèneto, situat a uns 90 quilòmetres a l'oest de Venècia i a uns 15 quilòmetres al nord-est de Verona.
A 1 de gener de 2020 la seva població era de 4.909 habitants.
Tregnago limita amb els següents municipis: Badia Calavena, Cazzano di Tramigna, Illasi, Mezzane di Sotto, San Giovanni Ilarione, San Mauro di Saline, Verona i Vestenanova.